# Kozjak nad Pesnico
Kozjak nad Pesnico je naselje u slovenskoj Općini Kungoti. Kozjak nad Pesnico se nalazi u pokrajini Štajerskoj i statističkoj regiji Podravskoj. 

## Stanovništvo
Prema popisu stanovništva iz 2002. godine naselje je imalo 560 stanovnika.